# 曼努埃尔·若泽·德·阿里亚加
曼努埃尔·若泽·德·阿里亚加（葡萄牙語：Manuel José de Arriaga Brum da Silveira e Peyrelongue，1840年7月8日—1917年3月5日）是葡萄牙律师，葡萄牙第一共和国的第一位民选总统和第一任总检察长，葡萄牙国王曼努埃尔二世退位后，他与以特奥菲洛·布拉加为首的共和党人组建了临时政府，后当选第一任总统。
他的後人在香港在葡菜主廚 Mr.Michael Franco。